# Darling Violetta
Darling Violetta ist eine US-amerikanische Band aus Los Angeles, Kalifornien. Charakteristisch für ihre Musik ist eine Kombination von düsterem, atmosphärischem Dream Pop mit moderner Rockmusik und gelegentlichen Celloeinlagen.
Bekannt wurde die Band vor allem durch die Verwendung eines ihrer Musikstücke als Titelmusik der US-amerikanischen Fernsehserie Angel – Jäger der Finsternis sowie durch die Einbindung ihrer Musik in zwei Computerspielen zum Rollenspiel-Regelwerk Vampire: The Masquerade (Redemption (2000), Bloodlines (2004)).

## Geschichte
Nachdem sie über eine Anzeige in einem Musikmagazin aufeinander aufmerksam wurden, begannen Cami Elen und Jymm Thomas zunächst als Duo in Kaffeehäusern und bei Offenen Bühnen aufzutreten, um einige selbstgeschriebene Stücke vorzuführen. Als sie genügend brauchbare Lieder gesammelt hatten, suchten sie nach weiteren Musikern, die sie mit dem Schlagzeuger Steve McManus und dem Bassisten Atto Attie auch fanden, und gründeten anschließend die Band Darling Violetta. Der Bandname bezieht sich dabei auf die Anrede mit der Bela Lugosi die Briefe an seine Geliebte Violetta Napierska einleitete. In Ermangelung eines zweiten Gitarristen fügten sie ihrem Line-up noch den Cellisten Gerri Sutyak hinzu.
Im Februar 1998 erschien das Debütalbum Bath Water Flowers, welches zunächst von der Band selbst und anschließend vom kalifornischen Label Opaline Records vertrieben wurde. Kurze Zeit später wurde der US-amerikanische Drehbuchautor und Regisseur Joss Whedon auf die Band aufmerksam, als er sie in einem Nachtclub auftreten sah. Angetan von ihrer Musik lud er die Band ein, für eine Episode seiner Fernsehserie Buffy – Im Bann der Dämonen zwei Lieder einzuspielen („Cure“ und „Blue Sun“). Für Angel – Jäger der Finsternis, den von Oktober 1999 bis Mai 2004 ausgestrahlten Ableger dieser Serie, durften Darling Violetta zudem die Titelmusik einspielen. Die Popularität dieser Serien schlug sich im Folgenden auch erheblich auf die Bekanntheit der Band nieder. Hinzu kamen noch im gleichen Jahr Beiträge zu den Soundtracks diverser Filme wie etwa Fahr zur Hölle Hollywood („Anastasia Says“) oder No Rest for the Wicked („Numb“).
Im Februar 2000 veröffentlichte die Band die The Kill You EP. Das darin enthaltene Lied „I Want to Kill You“ wurde für den Soundtrack von Vampire: The Masquerade – Redemption, dem ersten Teil der Computerspielreihe Vampire: The Masquerade, verwendet. Dem Soundtrack des zweiten Teils der Serie, Vampire: The Masquerade – Bloodlines, wurde außerdem der Titel „A Smaller God“ aus dem im Februar 2003 erschienenen zweiten und vorläufig letzten Album Parlour beigefügt.
Abgesehen von einigen wenigen Liveauftritten ist die Band seitdem inaktiv. Auch die für 2009 angekündigte Veröffentlichung eines weiteren Albums blieb aus.

## Diskografie

### Alben
- 1998: Bath Water Flowers
- 2003: Parlour

### EPs
- 2000: The Kill You EP